# Ormåsen
Ormåsen este o localitate din comuna Øvre Eiker, provincia Buskerud, Norvegia, cu o suprafață de 0,54 km² și o populație de 1.282 locuitori (2013).